# Loučovice zastávka
całokształt zagadnienia sprowadza się w obecnej formie do niewiadomej co do poziomu praktycznego wykorzystania wirtualnej pozycji „przystankowej” w rozkładzie jazdy;

zawartość artykułu stanowi przy tym w znacznej części wątpliwy co do informacyjnej produktywności, zwodniczy opis tego czego na przystanku nie ma, nie wspominając co tam w praktyce właściwie encyklopedycznie istotnego jest/było/kiedy; przy obecnym stanie treści jedyną logiczną możliwość przedostania się na drugą stronę toru bez popadania w konflikt z prawem stanowi najwyraźniej jedynie helikopter;

Loučovice zastávka – przystanek kolejowy w miejscowości Loučovice, w kraju południowoczeskim, w Czechach. Sama stacja położona jest około 4 km na południe od centrum miasta. Znajduje się na wysokości 685 m n.p.m..
Na przystanku nie ma możliwości zakupu biletów, a obsługa podróżnych odbywa się w pociągu.

## Linie kolejowe
- 195 Rybník – Lipno nad Vltavou